# Ålnematod
Ålnematod (Anguillicoloides crassus) är en rundmaskart som först beskrevs av Kuwahara, Niimi och Itagaki 1974.  Ålnematod ingår i släktet Anguillicola, och familjen Dracunculidae. Arten är reproducerande i Sverige.